# Цигенгайн
Цигенгайн (нім. Ziegenhain) — громада в Німеччині, розташована в землі Рейнланд-Пфальц. Входить до складу району Альтенкірхен. Складова частина об'єднання громад Фламмерсфельд.
Площа — 0,71 км2. Населення становить 156 ос. (станом на 31 грудня 2020).